# Trois pièces dans le style ancien
Trois pièces dans le style ancien est une œuvre pour orchestre à cordes composée par Henryk Górecki en 1963.

## Historique
Cette pièce est composée par Henryk Górecki du 28 novembre au 23 décembre 1963 à Rydułtowy. La première mondiale a lieu le 30 avril 1964 à Varsovie par l'ensemble Con Moto ma Cantabile
Les Trois pièces dans le style ancien figurent dans la bande-son du film De l'histoire ancienne d'Orso Miret, prix Jean-Vigo en 2000.

## Structure
1. Première Pièce ~ 3 min 17 s
2. Deuxième Pièce ~ 2 min 12 s
3. Troisième Pièce ~ 4 min 28 s

Son exécution dure environ 10 minutes. Cette pièce qui utilise de nombreux motifs de musique folklorique dans un langage de la musique moderne, annonce l'écriture musicale de la Troisième Symphonie de Górecki.

## Discographie sélective
- Orchestre symphonique national de la radio polonaise dirigé par Antoni Wit, Naxos Records, 1994